# Творогово (Красноярский край)
Творогово — деревня в Емельяновском районе Красноярского края. Входит в состав городского посёления Емельяново.

## География
Деревня находится в центральной части края, в пределах подтаёжно-лесостепного района лесостепной зоны, на берегах реки Кача, на расстоянии приблизительно 12 километров (по прямой)  от посёлка городского типа Емельяново, административного центра района и в 15 км от города Красноярск, краевого центра. 

### Климат
Климат характеризуется как резко континентальный, с продолжительной морозной зимой и коротким тёплым летом. Средняя температура воздуха самого тёплого месяца (июля) составляет 19 °C (абсолютный максимум — 38 °C); самого холодного (января) — −16 °C (абсолютный минимум — −53 °C). Продолжительность безморозного периода составляет в среднем 95 — 115 дней. Среднегодовое количество атмосферных осадков составляет 430—680 мм, из которых большая часть выпадает в летний период.

## Население
| 2010 |
| ---- |
| 542  |

## Инфраструктура
- Детский сад «Росток»[4][5].

На окраине деревни Творогово — гоночная трасса «Красное кольцо».

## Топографические карты
- Лист карты K-46-138-4.
- Лист карты K-46-138.
- Лист карты K-46-XXXIII.